# مولشلبن
مولشلبن (به آلمانی: Molschleben) یک شهر در آلمان است که در گوتا واقع شده‌است. مولشلبن ۱٬۱۲۸ نفر جمعیت دارد.